# 永遠の1/2 (小説)
『永遠の1/2』（えいえんのにぶんのいち）は、佐藤正午による日本の小説、およびそれを原作とした1987年の日本映画。

## 概要
1983年の第7回すばる文学賞を受賞した佐藤正午のデビュー作。長崎県西海市（佐藤の出身地・居住地である佐世保市をモデルとした架空の市。以後も佐藤の小説ではたびたび舞台として登場している。2005年の合併により同名の市が実際に長崎県に誕生した）を舞台に、28歳の独身男性を主人公として一人称で進行するミステリータッチの純文学小説。
1987年に根岸吉太郎監督、時任三郎・大竹しのぶ主演で映画化された。

## あらすじ
婚約者と別れ、勤めていた市役所も辞めたぼく（田村宏）は、競輪場で小島良子と出会い、付き合うようになる。そんな中、突然ヤクザに絡まれたり、見知らぬ女子高生に泣きつかれたりしたことから、自分に成りすました男が悪事を働いているという事を知り…。

## 書誌情報
- 単行本：1984年1月1日発売、集英社、ISBN 978-4087724622
- 集英社文庫：1986年4月18日発売、ISBN 4-08-749098-X
- 小学館文庫：2016年10月6日発売、ISBN 9784094063295

電子書籍
- 集英社：2013年11月1日発売
- 小学館：2024年10月4日発売

## 映画
1987年11月21日公開。製作はディレクターズ・カンパニー、配給は東宝。1987年2月～4月にオール長崎県佐世保市ロケで撮影された。

### キャスト
- ぼく（田村宏）：時任三郎
- 小島良子：大竹しのぶ
- 北村いづみ：中嶋朋子
- ぼくの妹：小林聡美
- 久保：竹中直人
- ぼくの婚約者：中村久美
- ぼくの父：藤田敏八
- ぼくの母：吉行和子
- 良子の祖母：小夜福子
- 木庭道子：マッハ文朱
- 赤い男（競輪友達）：川谷拓三
- 藤田：津川雅彦
- 野口修治：田中博行
- 伊藤：段田安則

### スタッフ
- 監督：根岸吉太郎
- 原作：佐藤正午『永遠の1/2』
- 脚本：内田栄一
- 製作：三ツ井康、岸栄司、宮坂進
- 撮影：川上皓市
- 助監督：平山秀幸、及川善弘
- プロデューサー：神野智、酒井彰、肥田光久
- 音楽：野力奏一
- テーマ音楽：渡辺貞夫

### 製作
当時はビデオの二次使用が広がっていた時期で、将来のビデオ化を見越してCBS・ソニーグループが製作に参加している。ビデオがソニーから出ていたのはこのため。ソニーは『1999年の夏休み』などにも出資し、『二十世紀少年読本』などでは全額出資している。

#### 撮影
1987年1月12日より数日間、神野智プロデューサー、根岸吉太郎、撮影川上皓市、美術寒竹恒雄、助監督平山秀幸の5人で、長崎県佐世保市に最初のロケハン。主な目的は佐世保で全ての撮影が可能かと、佐世保在住の原作者・佐藤正午への挨拶。まず佐世保市役所の観光課を訪れ、中でも大きな案件となる佐世保競輪場へ視察。当日は競輪の開催日だった。続いて佐世保市内を時間をかけてロケハン。夜は佐藤をホテルに招き夕食会を実施した。東京に戻り、オール佐世保ロケを決定。根岸監督は「トラブルは多いと思うが、原作が持っている日常性がよく出ると思う。ドラマチックな話じゃないし、日常性は画面のディテールでやるしかないと思った」と話した。同年1月31日～2月3日、具体的なロケ場所を決める2回目のロケハン。難航したのがメインの"ぼくのアパート"。市内を廻り尽くしたが決定打がなく、3日目に佐世保市営グラウンド近くの自衛隊員の借家に決定する。以降、ロケハンを続ける佐世保組と撮影の下準備をする東京班に分かれ、同年2月25日クランクイン。台本4分の1にあたる"ぼくのアパート"の室内シーンは、どうしてもセットを建てなければ撮りきれない量で、オール佐世保ロケのこだわりから、東京の撮影所でのセット撮影にせず、西九州倉庫を借りて、当地に建て込んだ。佐世保には撮影ステージがなかった。地元の建設会社梅村組が、1983年の松竹映画『この子を残して』でオープンセットを建てた実績があり、手慣れたセットが組まれた。この年の佐世保は珍しく雪がたくさん降り、撮影に難航した。また"ぼくのアパート"前の市営グラウンドが改修工事を進めていて、画面に映るグラウンドの景色が繋がっていなければおかしくなるため、市役所にかけあい、撮影中は工事を一時中断してもらった。他にも撮影所での撮影なら毎日撮影済みのフィルムを現像して試写し、映像のチェックが可能であるが、地方ロケではそうはいかず、東京にフィルムを送り、戻って来たフィルムを当地の東宝洋画系劇場で数日おきに試写を行った。
佐世保市役所のシーンで100人、飲み屋のシーンに80人、競輪場300人、コンサート200人、商店街300人、結婚式90人、佐世保駅30人、ラストシーン50人など、延べ2000人以上のエキストラを動員。現地対策動員本部を作り、専従スタッフ3人が準備にあたり、ネットが普及する前で、テレビ・ラジオ局を通じての呼びかけの他、基本はビラで、通行人に配ったり、お店に置いてもらったり、可能な場所に貼りつけたりでの募集だった。参加者には特性テレホンカードとカレンダーを進呈した。競輪場シーンの撮影は実際の開催日に合わせ、1987年3月7、8日に行われた。津川雅彦、竹中直人、川谷拓三参加。小雨でエキストラ300人予定が200人しか集まらず。動員スタッフで30人乗りバスで市内を2巡してエキストラをかき集めた。撮影スタッフ・キャストやエキストラの来場で、当日の競輪場の売上げは50%増になったという。川谷拓三が遊び心で買った車券が大当たりし、1万円85万円になった。佐世保の繁華街でスタッフ全員に大盤振舞いしたが、大喜びも束の間で、その三週間後の1987年3月31日、テレビ取材を兼ね、娘と二人旅で行った沖縄宮古島で乗り込んだ船が大波に揺られてキャビンの天井と床にしこたま打ち付けられ、第四腰椎圧迫骨折で全治4週間の重傷を負った。その影響でレギュラー出演していたNHKの朝ドラ『チョッちゃん』を途中降板する羽目になった。連日の現地ロケで市民にも知られることになり、商店街の撮影では見物人が1000人以上集まった。エキストラが少ないのも困るが多すぎても困り、本番中にフレームに入って来たりし、撮影が何度も中断した。同年4月3日クランクアップ。撮影実数35日。以降、音楽録り、ダビングなどポストプロダクションを経て、同年5月19日初号試写。

### 備考
女子高生・北村いづみ（中嶋朋子）は、原作ではびっこをひく設定だったが、映像でやるとインパクトが強すぎるという判断で健常者に変更されている。
右目からでも左目からでも自由に涙を流すことができるという伝説を持つ大竹しのぶのそれが本作でも見ることが出来る。